# Leonid Spiridónov
Leonid Nikoláyevich Spiridónov (en kazajo: Леонид Николаевич Спиридонов; Yakutsk, 16 de diciembre de 1980) es un deportista kazajo de origen yakuto que compitió en lucha libre. Ganó una medalla de bronce en el Campeonato Mundial de Lucha de 2009 y una medalla de bronce en los Juegos Asiáticos de 2010.

## Palmarés internacional
| Campeonato Mundial | Campeonato Mundial  | Campeonato Mundial | Campeonato Mundial |
| Año                | Lugar               | Medalla            | Categoría          |
| ------------------ | ------------------- | ------------------ | ------------------ |
| 2009               | Herning (Dinamarca) | Medalla de bronce  | 66 kg              |
| Juegos Asiáticos   |                     |                    |                    |
| Año                | Lugar               | Medalla            | Categoría          |
| 2010               | Cantón (China)      | Medalla de bronce  | 66 kg              |